# Bathya abyssorum
Bathya abyssorum är en ringmaskart som först beskrevs av McIntosh 1885.  Bathya abyssorum ingår i släktet Bathya och familjen Terebellidae. Inga underarter finns listade i Catalogue of Life.